# Smalsnaveltodie
De smalsnaveltodie (Todus angustirostris) is een vogel uit de familie todies (Todidae).

## Verspreiding en leefgebied
Deze soort is endemisch op Hispaniola.

## Status
De grootte van de populatie is niet gekwantificeerd maar de soort wordt omschreven als tamelijk algemeen. Op de Rode lijst van de IUCN heeft deze soort de status niet bedreigd.